# Aeroportul Sarnia Chris Hadfield
Aeroportul Sarnia Chris Hadfield (IATA: YZR, ICAO: CYZR) este un aeroport din Ontario, Canada ce deservește zona Sarnia⁠(d). A fost numit după Chris Hadfield.
Situat la o altitudine de 181 m, aeroportul dispune de o singură pistă.